# Oldřich Vízner
Oldřich Vízner (* 6. května 1947 Praha) je český herec.

## Život
Oldřich Vízner pochází ze 4 dětí. Jeho v 60. letech daleko známější bratr Jaroslav Vízner začal hereckou kariéru v divadle na Kladně a pak přešel do Divadla na zábradlí. První z filmů natočil v roce 1962. Třetí bratr Vladimír zemřel na popálení po manipulaci s ohřívákem v roce 1983 a čtvrtý bratr Vlastimil zemřel v 11 letech na následky zranění po nehodě na kole. Po absolvování DAMU (1969) působil v letech 1969–1977 v Divadle J. Průchy Kladno – Mladá Boleslav, poté v pražském Činoherním klubu (1977–1998).
Později hrál v Divadle ABC, které spadá pod Městská divadla pražská. Do povědomí televizních diváků se patrně ponejvíce zapsal svojí rolí sluhy Saturnina ve filmu Saturnin. Jedná se o velmi výrazného herce s velkým komediálním talentem. Se svojí první manželkou herečkou Janou Šulcovou má dvě dcery, rozvedli se v roce 1988. S druhou manželkou Zuzanou má dceru Viktorii. Po druhém rozvodu žil 20 let s herečkou Vendulou Křížovou, se kterou má tři děti.
Později musel své pracovní aktivity ze zdravotních důvodů ukončit. V roce 2019 absolvoval výměnu kyčelního kloubu. Od roku 2023 se u něj rozvinula Parkinsonova choroba. V roce 2025 byl trvale umístěn do léčebny dlouhodobě nemocných. 

## Filmografie
- 1965 Škola hříšníků – Hečky
- 1966 Křišťálová noc
- 1968 Ohlédnutí – student
- 1968 Spalovač mrtvol – pan Kája
- 1969 Popel
- 1971 Chléb a písně – Pecka
- 1971 Lidé na křižovatce – Stanislav
- 1972 Půlnoční kolona – Rutkay
- 1974 Pokus o vraždu – Pavel
- 1975 Čertova nevěsta – Žabža
- 1975 My z konce světa – Vuk
- 1975 Na konci světa – Maryška
- 1976 Léto s kovbojem – Boba
- 1977 Příběh lásky a cti – Arbes
- 1977 Podivný výlet – Tomek
- 1977 Zlaté rybky – Jaroslav Hanták
- 1978 Silnější než strach – dr. Láznička
- 1979 Arabela – princ Vilibald
- 1981 Postřižiny – Červinka
- 1981 Hodina života – Suchý
- 1982 Dynastie Nováků – Emil Kučera
- 1983 Sestřičky – Arnošt
- 1985 O chytrém Honzovi – princ Banene
- 1985 Veronika – Václav Čeněk Bendl
- 1986 Zlá krev
- 1986 Operace mé dcery – dr. Bureš
- 1987 Fanynka
- 1989 Evropa tančila valčík – Ivan Olbracht
- 1989 Muka obraznosti – role neurčena
- 1989 Království za kytaru – Engel
- 1990 Den D Dáši B
- 1990 Záhada tří kapitánů 1–3
- 1990 Čarodějky z předměstí – Veroničin otec
- 1991 Tvrz
- 1991 Pofoukej mi jahody 1–3
- 1991 Oko za oko
- 1991 Kruh
- 1991 Klauni a vlastenci
- 1991 Dveře
- 1991 Dno
- 1991 Žebrácká opera – Jim
- 1993 Svatba upírů – operní zpěvák
- 1994 Bylo nás pět – Svoboda
- 1994 Saturnin – Saturnin
- 1994 Playgirls – Patrik Škoda
- 1996 Bubu a Filip – tatínek Lang
- 1996 Bubu a Filip II.
- 1997 Tábor padlých žen – Miki Komi
- 2001 Když děda miloval Ritu Hayworthovou
- 2002 Waterloo po česku – 4. Ing. Zawinul
- 2003 Nezvěstný
- 2004 Probuzená skála
- 2004 Ruth to vidí jinak
- 2005 Bazén – Pavel Bureš
- 2012 Ententýky – Brouk
- 2013 Doktoři z Počátků

## Práce pro rozhlas
- 1990 Jiří Robert Pick: Anekdoty Franci Roubíčka, tragikomedie o muži, který nedokázal neříct anekdotu. Hudba Vladimír Truc. Dramaturg Dušan Všelicha. Režie Josef Červinka. Účinkují: Tomáš Töpfer, Růžena Merunková, Barbora Kodetová, Marie Marešová, Miloš Hlavica, Jiří Lábus, Zdeněk Ornest, Josef Velda, Martin Velda, Simona Stašová a Jaroslava Kretschmerová. Natočeno v roce 1990.[5]
- 1991 – Lenka Procházková: Čtyři ženy Alexandra Makedonského. Osoby: Alexandr Makedonský (Oldřich Vízner), Olympia, jeho matka (Květa Fialová), Aristoteles (Ilja Racek), Kleitos, pobočník Alexandra (Václav Knop), Néfastión, pobočník Alexandra (Ivan Gübel), Parmenión, generál (Antonín Molčík), zpravodaj (Josef Somr), Dareios, velekrál Persie (Vladimír Brabec), babička, jeho matka (Stella Zázvorková), Stateira, jeho žena (Jana Štěpánková), Roxana, jeho dcera (Dana Batulková) a další. Režie: Ivan Chrz